# Communauté de communes des Feuillardiers
Die Communauté de communes des Feuillardiers ist ein ehemaliger französischer Gemeindeverband mit der Rechtsform einer Communauté de communes im Département Haute-Vienne in der Region Nouvelle-Aquitaine. Sie wurde am 1. Januar 2014 gegründet und umfasste zehn Gemeinden. Der Verwaltungssitz befand sich im Ort Cussac.

## Historische Entwicklung
Mit Wirkung vom 1. Januar 2017 fusionierte der Gemeindeverband mit der Communauté de communes de la Vallée de la Gorre und
bildete so die Nachfolgeorganisation Communauté de communes Ouest Limousin.

## Ehemalige Mitgliedsgemeinden
1. Champagnac-la-Rivière
2. Champsac
3. La Chapelle-Montbrandeix
4. Cussac
5. Maisonnais-sur-Tardoire
6. Marval
7. Oradour-sur-Vayres
8. Pensol
9. Saint-Bazile
10. Saint-Mathieu